# Hyacinthe (rappeur)
Pour les articles homonymes, voir Hyacinthe (homonymie).
Hyacinthe est un rappeur et chanteur français.

## Biographie
Sa première mixtape, Des hauts, des bas et des strings est sortie en 2012. Elle est suivie en 2013 de Sur la route de l’amour, puis en 2015 de l'album SLRA2 : Mémoire de mes putains tristes qui lui vaut de nombreuses critiques et articles élogieux dans la presse spécialisée et généraliste et lui permet de donner de nombreux concerts.
Hyacinthe marque son retour en 2017 avec Sur ma vie. Ce titre est identifié par la presse internet comme relevant du « rap gabber », de par l'emploi de kicks très lourds, et de sa collaboration avec le collectif parisien Casual Gabberz,. Il est accompagné à sa sortie d'un vidéoclip réalisé par Anna Cazenave Cambet, récipiendaire de la Queer Palm à Cannes en 2016 pour son court métrage Gabber Lover. Suivent les singles La Nuit les étoiles avec le rappeur Jok'Air et Sarah, lequel annonce l'album du même nom, sorti le 29 septembre 2017 sur le label Chapter Two Records. Il considère cet album comme le « plus expérimental » de sa carrière. 
Hyacinthe donne plusieurs concerts en première partie du groupe Columbine, participe aux Francofolies de la Rochelle et au festival Bars en Trans. 
Son deuxième album, Rave, précédé des singles Ultratechnique, Rave et Nuit noire sort le 12 avril 2019. On y retrouve le rappeur Foda C de Columbine, le groupe The Pirouettes ainsi que la chanteuse P.R2B. Il est à nouveau salué par la presse, dont Les Inrockuptibles qui écrivent « le constat d’échec noir et nihiliste qu’on trouvait dans ses précédents titres a ici laissé place à une lueur d’espoir. »
En décembre 2019, il crée son label ULTRATECHNIQUE et sort le single Mazda avant d'annoncer la playlist WIP, alimentée de nombreux singles jusqu'à l'automne 2020. Le 23 octobre 2020 sort le mixtape WIP Tape, avec de nombreux inédits. Le Figaro, qui fait apparaître le single "Noces" dans une de ses playlists hebdomadaires, qualifie les chansons de Hyacinthe de « ritournelles enivrantes »
En 2021, Hyacinthe sort l'EP Momentum, précédé des singles Juice WRLD, Cœur chromé (avec Chanje), À demain peut-être et SACEM (avec Spider ZED). 

## Discographie

### Albums studio
- 2017 : Sarah[14],[15]
- 2019 : RAVE

### Mixtapes
- 2012 : Des hauts, des bas, des strings
- 2013 : Sur la route de l'amour
- 2015 : SLRA 2 : Mémoire de mes putains tristes
- 2020 : WIP Tape

### EP
- 2021 : Momentum
- 2023 : c'était pas le bruit du vent c'était juste mon souffle

### Projets collaboratifs
- 2013 : Hyacinthe x L.O.A.S : Ne pleurez pas mademoiselle
- 2018 : Hyacinthe x Casual Gabberz : La Baise

### Playlists
- 2020 : WIP

### Singles
- 2013 : Cheveux rouges / Minuit
- 2013 : Sur la route de l’amour / Retour aux pyramides
- 2015 : Est-ce que ces putes m'aiment
- 2015 : Meurs à la fin
- 2015 : L'ennui
- 2015 : En pensant à nous
- 2015 : Dans tes bras (feat. L.O.A.S & Ammour)
- 2016 : Tout dépend
- 2017 : Sur ma vie
- 2017 : La Nuit les étoiles (feat. Jok'air)
- 2017 : Le Regard qui brille (feat. Ammour)
- 2018 : Saint-Hyacinthe
- 2019 : Ultratechnique
- 2019 : Rave
- 2019 : Nuit noire
- 2019 : Les garçons et les filles
- 2019 : Espérance de vie (feat. Foda C)
- 2020 : Mazda
- 2020 : Noces
- 2020 : Mauvais rôle
- 2020 : Quand le monde a brûlé
- 2020 : Forme finale
- 2020 : Terrible
- 2020 : VIRUS (feat. ANTHA)
- 2020 : Zéro solution
- 2020 : Jours étranges
- 2020 : Juice WRLD
- 2021 : Cœur chromé (feat. Chanje)
- 2021 : A demain peut-être
- 2021 : SACEM (feat. Spider ZED)